# Barbie (pop)
Barbie is een modepop die gemaakt wordt door de Amerikaanse speelgoedfabrikant Mattel. De eerste pop werd uitgebracht in 1959 (de Barbie Ponytail). Barbie en haar mannelijke tegenhanger Ken zijn wel omschreven als de populairste speelgoedpoppen wereldwijd.

## Ontstaansgeschiedenis
In Duitsland werd in 1955 op basis van een populaire krantenstrip de speelpop "Bild-Lilli" in de handel gebracht, gemaakt van het materiaal elastolin door de Duitse fabrikant Hausser. De Lilli-pop was eigenlijk bedoeld als promotioneel cadeautje voor mannen dat je bij de krantenkiosk kon kopen, met als uiterlijk katteogen, strak gelijnde gewelfde wenkbrauwen, klein getuite knalrode mond. De pop werd in korte tijd meer dan 100.000 maal verkocht, vooral aan meisjes, en er kwam een speelfilm.
Ruth Handler, een van de oprichters van het Amerikaanse speelgoedbedrijf Mattel, zag indertijd haar dochter Barbara spelen met papieren poppen die volwassen vrouwen uitbeeldden, die ze steeds weer verkleedde. Ze vond deze kennelijk leuker dan de babypoppen die tot dan toe als speelgoed gebruikelijk waren. Het bracht haar op het idee om een mannequin-pop in 3D te gaan produceren. Nadat Handler in 1956 op een reis door Zwitserland in Luzern de pop Lilli aantrof, nam ze enkele stuks mee om een soortgelijke pop in de Verenigde Staten uit te brengen. Ze was ongeveer 30 centimeter lang en had een blond paardenstaartkapsel. Ze liet een ontwerp maken door Jack Ryan (1926-1991), een playboy en materiaaldeskundige die sinds 1955 voor Mattel werkte. De pop werd in 1959 in New York op een speelgoedbeurs gepresenteerd. De modeontwerpster Charlotte Johnson maakte de eerste kleertjes voor Barbie, die werd vernoemd naar het koosnaampje van de dochter van Handler, omdat die de inspiratiebron voor de pop was geweest.
Als 'geboortedatum' van Barbie geldt 9 maart 1959. Op die dag werd de pop geïntroduceerd bij de inkopers op de "1959 Toy Fair". In datzelfde jaar begon tevens de massaproductie. Barbies volledige naam is Barbara Millicent Roberts. Deze naam verwijst naar Handlers dochter en naar het reclamebureau Carson and Roberts dat toentertijd een grote rol speelde in de promotie van Barbie. In 1963 besloot Mattel de rechten van Lillie te kopen.

## Concept
Dat Barbie in de 20e eeuw deel werd van de westerse cultuurgeschiedenis, is te danken aan het concept dat door Ruth Handler is bedacht en in de loop der jaren is verfijnd. Het bestaat uit de volgende hoofdpunten:
- Barbiepop als identificatiemodel voor degene die ermee speelt
- focus op kleding naar de laatste mode
- uitbreiding van de productlijn met nieuwe 'persoonlijkheden'
- inclusie van verschillende doelgroepen
- ontwikkeling van de pop van luxe tot in massa geproduceerd speelgoed
- productie van verzamelpoppen naast speelpoppen
- Barbiepop als schoonheidsideaal

## Uitbreiding en vernieuwing

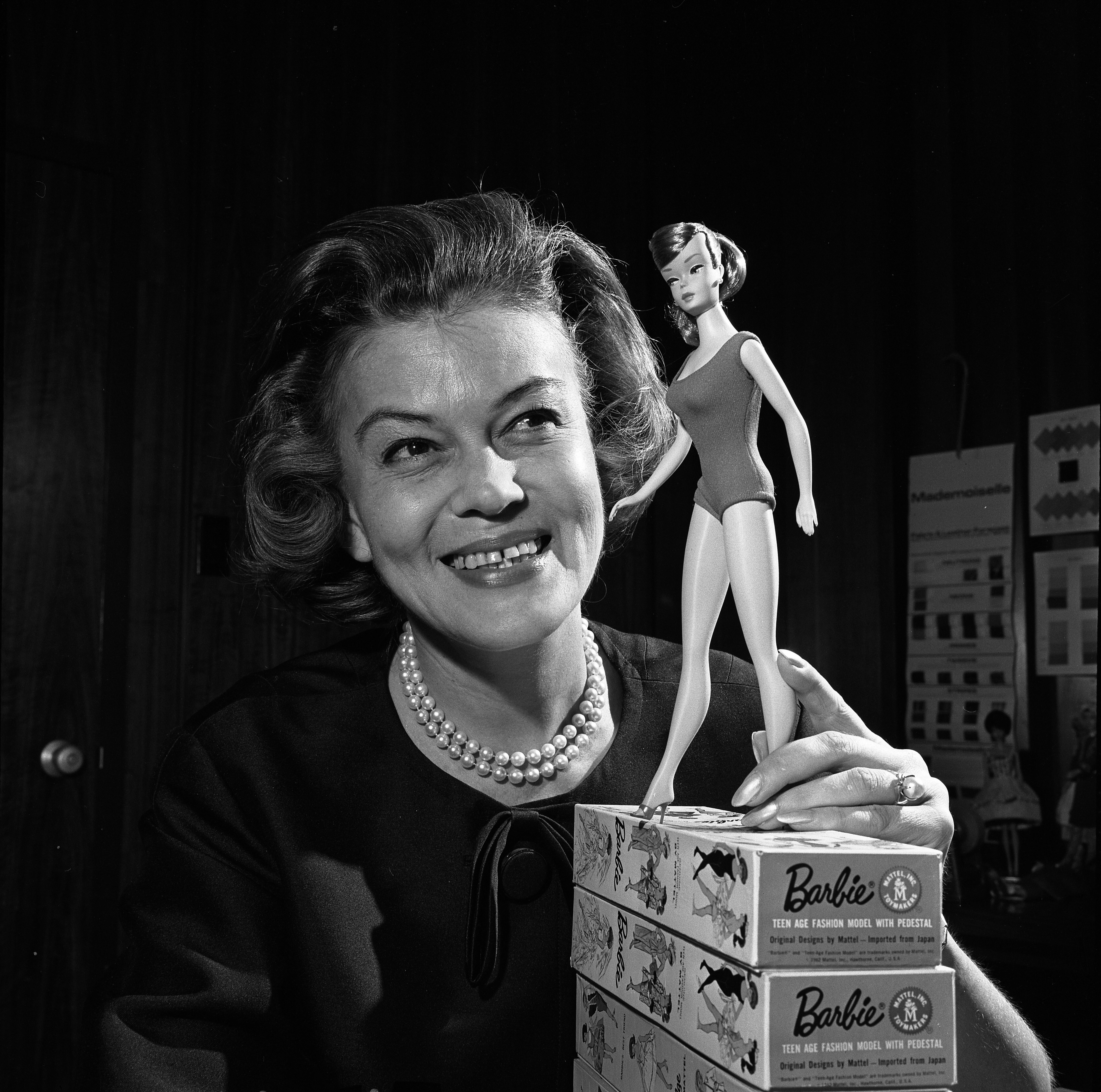
Barbies eerste kledingontwerper Charlotte Johnson in 1965 met Barbie-pop

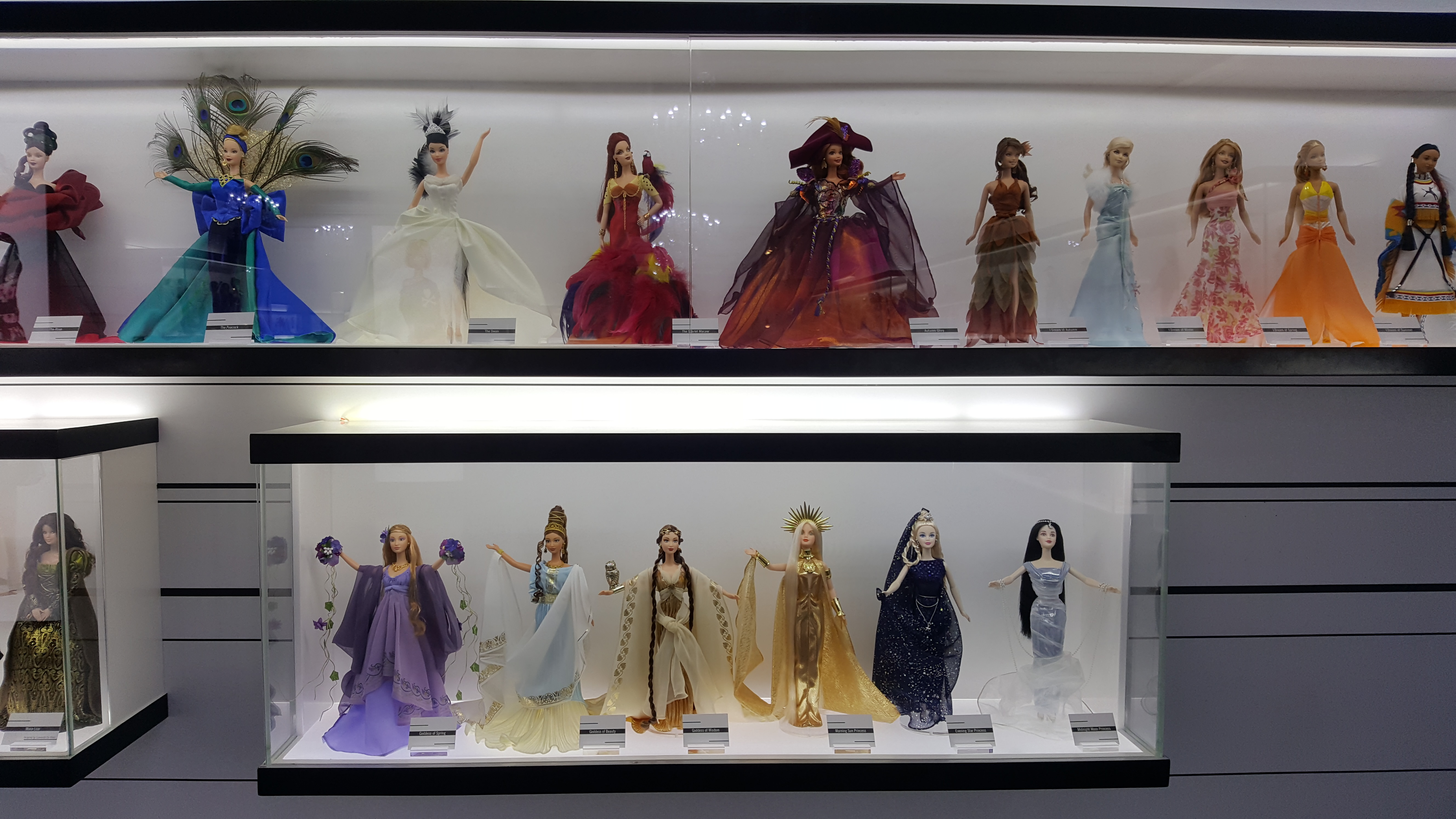
Barbie-poppen in vitrine in permanente Barbie Expositie Les Cours Mont-Royal, Montreal, Canada

Barbie's mannelijke equivalent Ken – vernoemd naar Kenneth, de zoon van Ruth Handler – ontstond twee jaar later. De Afro-Amerikaanse pop Christie volgde in 1968, en in 1997 kwam daar ook nog Becky bij, die in een rolstoel zit.
Barbie, het hoofdpersonage van deze poppenwereld, volgt van begin af aan modetrends en is een belichaming van de tijdsgeest. Haar uiterlijk is daarom veelvuldig veranderd. De eerste Barbie was verkrijgbaar met een lichte huidskleur en met blond of bruin haar, elk met een paardenstaart en een gekrulde pony. Het hoofd was gemodelleerd naar dat van Lilli met een gesloten mond en gebeeldhouwde wimpers, en net als zij heeft ze een lichaam met comic-achtige vrouwelijke vormen en ze draagt opvallende make-up. Later waren de poppen ook verkrijgbaar met korte kapsels en andere haarkleuren en het gezicht en de lichaamsvormen zijn ook meermaals veranderd.
In 1967 kreeg Barbie een facelift, de lippen zijn licht gescheiden en de wimpers zijn geverfd of gemaakt van echt haar, ze kan draaien ter hoogte van haar middel. Enige jaren later komt er een versie die de knieën en ellebogen kan buigen. In 1977 verscheen de Superstar Barbie met een breed lachend gezicht, grotere ogen en een kuiltje in de kin. Sinds de jaren tachtig zijn de meeste modellen ook verkrijgbaar in Spaanse en Afro-Amerikaanse versies om kinderen uit deze groepen Barbies in hun eigen huids- en haarkleur aan te bieden. Aziatische barbies worden ook af en toe aangeboden, maar zijn zeldzaam.
De Amerikaanse designer Bob Mackie was bekend als kostuummaker voor onder andere Cher, Judy Garland, Diana Ross, Liza Minnelli en Tina Turner. Hij was een van de eerste designers die een samenwerking met Mattel aanging. Hij brengt meer uitbundigheid in de kleding. Meer dan 70 beroemde couturiers kleedde Barbie en ze inspireerde bijna 150 designers.
Barbies gezicht werd iets smaller, de lippen weer gesloten en de kin iets hoekiger.
In 2000 werd het gezicht smaller en de glimlach is niet meer zo sterk. Begin 2003 bracht Mattel poppen uit met een nieuwe lichaamsvorm; de romp en benen zijn korter en de heupen zijn breder. Deze vorm werd na twee jaar verlaten en Mattel keerde terug naar de vorige vorm. Sinds 2005 is er een versie die ongeveer 10% groter is.
Om meiden met kanker te ondersteunen kwam er 2012 een kale Barbie uit die direct naar ziekenhuizen werd gestuurd.

In 2014 jaar vierde Barbie haar 55 jarig bestaan. Ze heeft dan meer dan 150 verschillende banen gehad en zich zevenmaal kandidaat gesteld voor het Presidentschap. In 2014 is Barbie haar eigen bedrijf begonnen. Ze draagt een roze jurk en we zien haar met tablet en smartphone lopen. Haar haren zitten zakelijk, strak naar achter en haar make-up is meer subtiel. Met deze metamorfose kreeg Barbie ook een Linkedin-profiel. Barbie means business.

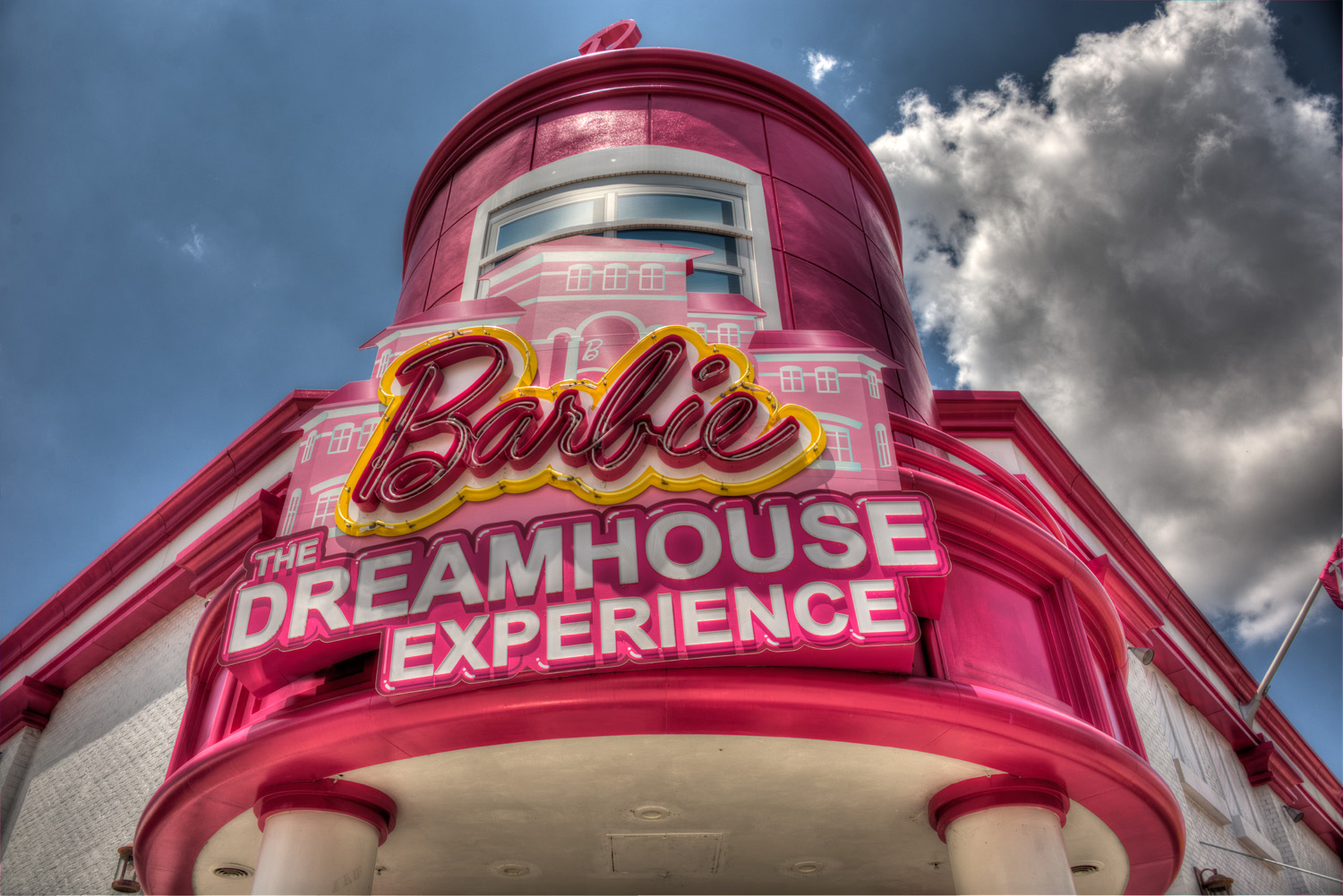
Barbie Dreamhouse Experience in Ft. Lauderdale, Florida (VS)

Begin 2016 bracht Mattel The Doll Evolves uit en vanaf nu is er Barbie met verschillende lichamen in dik, groot en klein. Op 1 november 2017 kondigde de fabrikant de eerste Barbie met een hijab voor 2018 aan voor wie de Olympische sabelschermster Ibtihaj Muhammad uit de USA model stond.
Er worden ook regelmatig bekende figuren uit de geschiedenis, politiek, cultuur en sport in Barbie & Ken-vorm geportretteerd, de eerste was het Britse fotomodel Twiggy, er volgenden onder meer Cher, Audrey Hepburn, Diana Ross en JK Rowling. Voor de Internationale Vrouwendag op 8 maart 2018 werd een serie van 19 "Inspiring Women" (Inspirerende Vrouwen) gepresenteerd. Een begeleidend boekje beschrijft de prestaties van de rolmodellen.

## Biografie
Mattel begon er al snel mee, biografische details over de poppen bekend te maken, als marketing instrument. Zo werden er in 1961 tv-commercials uitgezonden waarin werd verteld hoe Barbie Ken ontmoette. Barbie kreeg later als volledige naam Barbara Millicent Roberts, oudste dochter van Margaret en George Roberts. Barbie heeft vier zusjes: Skipper (1964), Stacie (1992), Chelsea (1995) en Krissy (1995). Ze ging naar middelbare scholen in Californië en New York, heeft meerdere doctoraten (dierenarts, kinderarts, tandarts en gynaecoloog) en heeft een vliegbrevet. In 2005 kondigde Mattel de scheiding van Barbie en Ken aan, er zou een nieuwe man in haar leven zijn die Blaine heet. Maar begin 2011 liet Mattel overal in New York grootformaat posters ophangen waarin Ken zijn ongebroken liefde voor Barbie verkondigde. Ze zijn echter nooit getrouwd en er zijn geen kinderen. En net op tijd voor Valentijnsdag, zei een woordvoerster van Barbie in de Today Show, dat Barbie en Ken officieel terug zijn als paar.

## literatuur
Robin Broos: Do you speak Barbie? Lannoo, 2024.

## varia
- De Amerikaanse kunstenaar Andy Warhol maakte in 1972 een portret van Barbie.[11]
- De Britse modeontwerper Jeremy Scott baseerde zijn lente- en zomercollectie voor Moschino op de glamoureuze pop, de mannequins liepen op de catwalk in plastic kleding met grote geblondeerde pruiken.
- De Wikimania naconferentie werd in 2017 in het Barbie museum Montreal gehouden.